# Silence (Blindside)
Silence è il terzo album in studio del gruppo post-hardcore svedese Blindside, pubblicato nel 2002.

## Tracce
1. Caught a Glimpse – 3:25
2. Pitiful – 3:14
3. Sleepwalking – 4:03
4. Cute Boring Love – 3:36
5. The Endings – 3:44
6. You Can Hide It – 3:11
7. Thought Like Flames – 3:54
8. Time Will Change Your Heart – 2:58
9. Painting – 3:36
10. Midnight – 4:12
11. Coming Back to Life – 2:49
12. She Shut Your Eyes – 2:59
13. Silence – 5:37

## Formazione
- Christian Lindskog - voce
- Simon Grenehed - chitarra, cori
- Tomas Näslund - basso
- Marcus Dahlström - batteria